# Hossein Omoumi
Hossein Omoumi (né à Ispahan en 1944) est un musicien traditionnel iranien. C'est l'un des plus grands joueurs de la flûte ney. 
Dès ses 14 ans, il a étudié le ney avec le maître Hassan Kassayi tandis qu'il étudiait le radif vocal avec Mahmoud Karimi.
Il a participé à l’Iranian National Radio and Television Broadcasting tout en enseignant au Centre iranien pour la préservation et la dissémination de la musique, au Conservatoire national et à l'université de Téhéran.
Il a quitté l’Iran en 1984 et poursuit sa carrière en Occident en faisant des tournées internationales. Diplômé d'architecture à Florence, il finit par s'établir en France en enseignant au Centre des études orientales.